# José Porfirio Miranda de la Parra
José Porfirio Miranda de la Parra (Monterrey, 15 de septiembre de 1924 - 9 de octubre de 2001). J.P. Miranda fue un filósofo y exégeta mexicano.

## Biografía

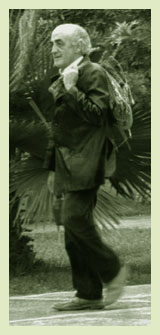
Lo Filosófico es lo Demostrativo

José Porfirio Miranda de la Parra nació en Monterrey, México, el 15 de septiembre de 1924. Como miembro de la Compañía de Jesús hizo estudios de licenciatura y Maestría sobre Filosofía en Loyola University de los Ángeles California, EUA. En la década de los 50 se ordena como sacerdote en la Loyola y realiza estudios de licenciatura sobre teología en la Universidad de Frankfurt, y de economía en la Universidad de Münster, Alemania. A su regreso de Europa se le destina a la ciudad de Guadalajara para asesorar a empresarios católicos, pero su tendencia a favorecer de los trabajadores lo conduce a dedicarse a organizarlos. En 1967, para distraerlo de esta actividad, es enviado al Pontificio Instituto Bíblico de Roma donde realizaría el doctorado en Ciencias Bíblicas y elaboraría su tesis Marx y la Biblia, que, después de mucha polémica, llegó a convertirse en uno de los libros de texto del Instituto. Concluye su investigación bíblica en 1981 con su libro Comunismo en la Biblia. De su producción filosófica, ya como maestro fundador de la UAM, destacan tres libros reeditados en España, que a juicio del mismo autor son los más importantes: Apelo a la Razón (1983), Hegel Tenía Razón (1989) y Racionalidad y Democracia. Porfirio Miranda fallece el 9 de octubre de 2001 a la edad de 77 años de edad, en el pueblo de Temamatla de México, donde vivió con su esposa, dedicado a la investigación filosófica, los últimos años de su vida. El mismo escribió como epitafio para su sepultura: “Expectat Resurrectionem Mortuorum”.

## Formación
La línea de investigación de J.P. Miranda y su obra misma, están dirigidas a la demostración científica de la Razón Ética. En este sentido, su investigación engloba la Filosofía, la Ciencia y la Exégesis.  A principios de 1970 comienza con su investigación Exegética, es decir,  un análisis científico en torno a la Biblia. Al mismo tiempo inició una exegesis encaminada a la teoría de Marx, su tesis principal en este sentido era demostrar que la Justicia que da origen al pensamiento de Marx es el mismo principio Ético que está contenido en la Biblia. Esto culminó en los siguientes libros de Miranda: Cambio de Estructuras, Marx en México, El Cristianismo de Marx, El ser y el Mesías, Comunismo en la Biblia. En 1983 podemos observar su línea de investigación dirigida a la Ciencia, contenida en el libro Apelo a la Razón. En esta obra Miranda demuestra que la verdad científica en cualquier ciencia se mide a través de la argumentación racional y por ello, contra argumenta la tesis positivista, la cual señala que los juicios morales y éticos no son científicos, y por tanto no son confiables. A esta postura, nuestro filósofo apelara, como su libro bien lo menciona, a la Razón, demostrando que el concepto de Ciencia es una equivocación y que la verdad de los juicios éticos se demuestra en las condiciones de una discusión racional y por tanto de toda ciencia. En 1989 pública el libro Hegel tenía Razón, será en este momento donde se haga más visible su carácter filosófico. En este libro demuestra lógicamente que la Ciencia empírica que ha predominado por años, ha hecho caer en la confusión a los científicos e intelectuales, porque sus conceptos centrales no tienen la finalidad de la humanización del mundo. En este libro afirmara que el mayor descubrimiento que ha hecho el hombre fue afirmar que el espíritu es el pensamiento, en cuanto que llamamos materia precisamente a aquello que no piensa y que El espíritu no es algo natural, solo es aquello que él se hace ser.